# Jane Adams (schrijver)
Jane A. Adams (Leicester, 1960) is een Brits schrijfster van psychologische thrillers. Haar eerste boek, The Greenway, werd genomineerd voor een John Creasey Award in 1995. Adams heeft een academische graad in sociologie, was ooit leadzangeres in een folkrockband, is getrouwd en heeft twee kinderen. Ze woont in Leicester. Haar werken zijn te vergelijken met die van de Britse schrijvers P.D. James, Lisa Appignanesi en Frances Fyfield.

### Romans
- Bird (1997)
- Dangerous to Know (2004)
- A Kiss Goodbye (2005)

### Detective Mike Croft-serie
- The Greenway (1995)
- Cast the First Stone (1996)
- Fade to Grey (1998)
- Final Frame (1999)

### Sergeant Ray Flower-serie
- The Angel Gateway (2000)
- Like Angels Falling (2001)
- Angel Eyes (2002)

### Naomi Blake-serie
- Mourning the Little Dead (2002)
- Touching the Dark (2003)
- Heatwave (2005)
- Killing a Stranger (2006)
- Legacy of Lies (2007)

### Rina Martin-serie
- No Hay Motivos Para Odiar  (2007)
- La Cruda Realidad De 11B (2008)
- Iregui No Hace Nada (2009)